# Chloroclystis charybdis
Chloroclystis charybdis là một loài bướm đêm trong họ Geometridae.